# Martelanc
Martelanc  je priimek več znanih Slovencev:

## Znani nosilci priimka
- Aleksander Martelanc (1880—1941), rimskokatoliški duhovnik in misijonar
- Anica Martelanc (1890—1986), prosvetna delavka
- Anton Martelanc (1863—1951), gradbeni podjetnik
- Dragotin Matrelanc (1866—1895), prosvetni in gospodarski delavec
- Dragotin Martelanc (1888—1939), gradbenik
- Duška Tomšič Martelanc (1955-), gradbenica
- Gašpar Henrik Martelanc (1829—1884), publicist, urednik
- Ivan Martelanc (1840—1915), gradbeni podjetnik
- Ivan Martelanc (1902—1945), strokovnjak za zavarovalništvo in politik
- Ivan Martelanc (1938-), pravnik, diplomat, svetovalec SAZU
- Jošt Andrej Martelanc (1932—1995), duhovnik (mdr. v izseljenstvu)
- Luka Martelanc (1833—1868), gradbeni podjetnik
- Marija Franka (Alojzija) Martelanc (1894—1981), redovnica
- Milka Martelanc (1885—1966), narodna delavka in publicistka
- Mitja Martelanc, Center za raziskave vina UNG
- Saša Martelanc (1934—2019), časnikar, radijski urednik, publicist, tekstopisec, pisatelj (Trst)
- Svetko Martelanc (starejši) (1862—1935), gradbeni podjetnik in javni delavec
- Svetko Martelanc (mlajši) (1886—1921), gradbeni podjetnik in javni delavec
- Tanja Martelanc, arhivistka
- Tomo Martelanc (1928—2000), novinar, komunikolog in bibliotekar (direktor NUK)
- Vladimir Martelanc (1915—1993), kegljač
- Vladimir Martelanc (1905—1944), publicist in politik
- Vladimir Martelanc (1900—1983), učitelj in čebelar
- Vlado Martelanc (1915—1993), kegljač
- Zora in Malka Martelanc, učiteljici v Trstu

## Glje še
- priimek Martelanec